# Grammy Award al miglior album di musica classica
Il Premio Grammy al miglior album di musica classica (Grammy Award for Best Classical Album) era una delle categorie dei Grammy Award previste per la musica classica. Il premio è stato assegnato la prima volta nel 1962 ed è stato dismesso nel 2011.
Premiava  gli esecutori ed il produttore (se diverso da essi) del miglior album di musica classica inciso nel periodo di eleggibilità.

## Storia del premio
- 1962-1963: Album of the Year - Classical
- 1964: Classical Album of the Year
- 1965-1972: Album of the Year - Classical
- 1969: non assegnato
- 1970-1972: Album of the Year - Classical
- 1973: Best Classical Album
- 1974-1976: Album of the Year - Classical
- 1977: Classical Album of the Year
- 1978-2011: Best Classical Album

## Vincitori e candidati

### Anni 1960
- 1962
  - Stravinsky Conducts 1960: Le Sacre du Printemps; Petrushka - Igor' Fëdorovič Stravinskij (direttore) e la Columbia Symphony Orchestra
- 1963
  - Columbia Records Presents Vladimir Horowitz - Vladimir Horowitz (piano)
- 1964
  - Requiem di guerra - Benjamin Britten (direttore) e la London Symphony Orchestra
- 1965
  - Bernstein: Sinfonia n.3 "Kaddish" - Leonard Bernstein (direttore) e New York Philharmonic
- 1966
  - Horowitz at Carnegie Hall - An Historic Return - Vladimir Horowitz (piano) e Thomas Frost (produttore)
- 1967
  - Ives: Sinfonia n.1 - Morton Gould (direttore), Howard Scott (produttore) e la Chicago Symphony Orchestra
- 1968
  - Mahler: Sinfonia n.8 - Leonard Bernstein (direttore), John McClure  la London Symphony Orchestra
  - Berg: Wozzeck - Thomas Shepard (produttore), Pierre Boulez (direttore) e Walter Berry, Ingeborg Lasser, Isabel Strauss, Fritz Uhl, Choeur Nationale de Paris e la Opéra national de Paris

### Anni 1970
- 1970
  - Switched-On Bach - Rachel Elkind (produttore) e Walter Carlos (tastiere e sintetizzatore)
- 1971
  - Berlioz: Le troiane - Erik Smith (produttore), Colin Davis (direttore) e la Royal Opera House
- 1972
  - Horowitz Plays Rachmaninoff: Etudes-Tableaux, Piano Music, Sonatas) - Thomas Frost e Richard Killough (produttori) e Vladimir Horowitz
- 1973
  - Mahler: Sinfonia n.8 - David Harvey (produttore), Georg Solti (direttore) e la Chicago Symphony Orchestra
- 1974
  - Bartók: Concerto per orchestra - Thomas Shepard (produttore), Pierre Boulez (direttore) e la New York Philharmonic
- 1975
  - Berlioz: Sinfonia fantastica - David Harvey (produttore), Georg Solti (direttore) e la Chicago Symphony Orchestra
- 1976
  - Beethoven: le nove sinfonie - Raymond Minshull (produttore), Georg Solti (direttore) e la Chicago Symphony Orchestra
- 1977
  - Beethoven: i cinque concerti per pianoforte - Max Wilcox (produttore), Daniel Barenboim (direttore), Arthur Rubinstein (piano) e la London Philharmonic Orchestra
- 1978
  - Concert of the Century - Thomas Frost (produttore), Leonard Bernstein (direttore), Dietrich Fischer-Dieskau (baritono), Vladimir Horowitz (piano), Yehudi Menuhin (violino), Mstislav Rostropovič (violoncello), Isaac Stern (violino), Lyndon Woodside (direttore) e la New York Philharmonic
- 1979
  - Brahms: Concerto per violino in Re - Christopher Bishop (produttore), Carlo Maria Giulini (direttore), Itzhak Perlman (violino) e la Chicago Symphony Orchestra

### Anni 1980
- 1980
  - Brahms: Le quattro sinfonie - James Mallinson (produttore), Georg Solti (direttore) e la Chicago Symphony Orchestra
- 1981
  - Berg: Lulu - Gunther Breest e Michael Horwath (produttori), Pierre Boulez (direttore), Toni Blankenheim, Franz Mazura, Hanna Schwarz, Yvonne Minton, Teresa Stratas e la Opéra national de Paris
- 1982
  - Mahler: Sinfonia n.2 - James Mallinson (produttore), Georg Solti (direttore) e la Chicago Symphony Orchestra
- 1983
  - Bach: Variazioni Goldberg - Samuel Carter (produttore) e Glenn Gould (piano)
- 1984
  - Mahler: Sinfonia n.9 - James Mallinson (produttore), Georg Solti (direttore) e la Chicago Symphony Orchestra
- 1985
  - Amadeus (Original Soundtrack) - John Strauss (produttore), Neville Marriner (direttore), Ambrosian Opera Chorus, Choristers of Westminster Abbey e l'Academy of Saint Martin-in-the-Fields
- 1986
  - Berlioz:Requiem - Robert Woods (produttore), Robert Shaw (direttore), John Aler e l'Orchestra Sinfonica di Atlanta
- 1987
  - Horowitz - The Studio Recordings, New York 1985 - Thomas Frost (produttore) e Vladimir Horowitz (piano)
- 1988
  - Horowitz in Moscow - Thomas Frost (produttore) e Vladimir Horowitz (piano)
- 1989
  - Verdi: Requiem - Robert Woods (produttore) e Robert Shaw (direttore) e l'Orchestra Sinfonica di Atlanta

### Anni 1990
- 1990
  - Bartók: I sei quartetti per archi - Wolf Erichson (produttore) e la Emerson String Quartet
- 1991
  - Ives: Sinfonia n.2; Gong on the Hook and Ladder; Central Park in the Dark; The Unanswered Question - Hans Weber (produttore), Leonard Bernstein (direttore) e la New York Philharmonic
- 1992
  - Bernstein: Candide - Horst Dittberner (produttore), Leonard Bernstein (direttore), June Anderson, Nicolai Gedda, Adolph Green, Jerry Hadley, Della Jones, Christa Ludwig, Kurt Ollmann e la London Symphony Orchestra
- 1993
  - Mahler: Sinfonia n.9 - Horst Dittberner (produttore), Leonard Bernstein (direttore) e la Berliner Philharmoniker
- 1994
  - Bartók: Il principe di legno; Cantata Profana - Karl-August Naegler (produttore), Pierre Boulez (direttore), John Aler, John Tomlinson e la Chicago Symphony Orchestra
- 1995
  - Bartók: Concerto per orchestra; Quattro pezzi per orchestra Op. 12 - Karl-August Naegler (produttore), Pierre Boulez (direttore) e la Chicago Symphony Orchestra
- 1996
  - Debussy: La Mer; Nocturnes; Jeux - Karl-August Naegler (produttore), Pierre Boulez (direttore) e l'Orchestra di Cleveland
- 1997
  - Corigliano: Of Rage and Remembrance - Joanna Nickrenz (produttore), Leonard Slatkin (direttore), Michelle De Young, Washington Choral Arts Society Male Chorus, Washington Oratorio Society Male Chorus e la National Symphony Orchestra
- 1998
  - Premieres - Cello Concertos (Danielpour, Kirchner, Rouse) - Steven Epstein (produttore), David Zinman (direttore), Yo-Yo Ma (violoncello) e l'Orchestra di Filadelfia
- 1999
  - Barber: Prayers of Kierkegaard - Vaughan Williams: Dona Nobis Pacem - Bartók: Cantata Profana - James Mallinson (produttore), Robert Shaw (direttore) e l'Orchestra Sinfonica di Atlanta

### Anni 2000
- 2000
  - Stravinskij: L'uccello di fuoco; La sacra della primavera; Persefone - Andreas Neubronner (produttore), Michael Tilson Thomas (direttore), Peninsula Boys Choir, San Francisco Girl's Chorus e San Francisco Symphony Orchestra & Chorus
- 2001
  - Šostakovič: I quartetti per archi - Da-Hong Seetoo e Max Wilcox (produttori) e l'Emerson String Quartet
- 2002
  - Berlioz: Le troiane - James Mallinson (produttore), Simon Rhodes (ingegnere del suono), Colin Davis (direttore), Michelle DeYoung, Ben Heppner, Petra Lang, Peter Mattei, Stephen Milling, Sara Mingardo, Kenneth Tarver ela London Symphony Orchestra & Chorus
- 2003
  - Vaughan Williams: A Sea Symphony (Sinfonia n.1) - Thomas Moore e Michael Bishop (ingegnere del suono), Robert Spano (direttore), Norman Mackenzie (direttore del coro), Christine Goerke, Brett Polegato e l'Orchestra Sinfonica di Atlanta
- 2004
  - Mahler: Sinfonia n.3; Kindertotenlieder - Andreas Neubronner (produttore), Michael Tilson Thomas (direttore), Michelle DeYoung (soprano), Vance George, Pacific Boychoir, San Francisco Girl's Chorus e la San Francisco Symphony
- 2005
  - Adams: On the Transmigration of Souls - John Adams e  Lawrence Rock (produttori), Lorin Maazel (direttore), Brooklyn Youth Chorus, New York Choral Artists e la New York Philharmonic
- 2006
  - Bolcom: Songs of Innocence and of Experience - Tim Handley (produttore), Leonard Slatkin (direttore), Jerry Blackstone, William Hammer, Jason Harris, Christopher Kiver, Carole Ott, Marie Alice Stollack (direttore del coro), Christine Brewer, Joan Morris e la University of Michigan School of Music Symphony Orchestra
- 2007
  - Mahler: Sinfonia n.7 - Andreas Neubronner (produttore), Peter Laenger (ingegnere del suono) e Michael Tilson Thomas (direttore)
- 2008
  - Tower: Made in America - Tim Handley (produttore) e Leonard Slatkin (direttore)
- 2009
  - Weill: Ascesa e caduta della città di Mahagonny - Fred Vogler (produttore), James Conlon (direttore), Anthony Dean Griffey, Patti LuPone, Audra McDonald, Donnie Ray Albert, John Easterlin, Steven Humes, Mel Ulrich, Robert Wörle, Los Angeles Opera Chorus e la Los Angeles Opera Orchestra

### Anni 2010
- 2010[1]
  - Mahler: Symphony No. 8; Adagio From Symphony No. 10 - Andreas Neubronner (produttore), Michael Tilson Thomas (direttore), Ragnar Bohlin, Kevin Fox, Susan McMane, Peter Laenger, Andreas Neubronner, Laura Claycomb, Anthony Dean Griffey, Katarina Karnéus, Quinn Kelsey, James Morris, Yvonne Naef, Elza van den Heever, Erin Wall, San Francisco Symphony, Pacific Boychoir, San Francisco Girls Chorus e il San Francisco Symphony Chorus
- 2011[2][3]
  - Requiem (Verdi) - Christopher Alder (produttore), Riccardo Muti (direttore), Duain Wolfe